# Steinbachshof

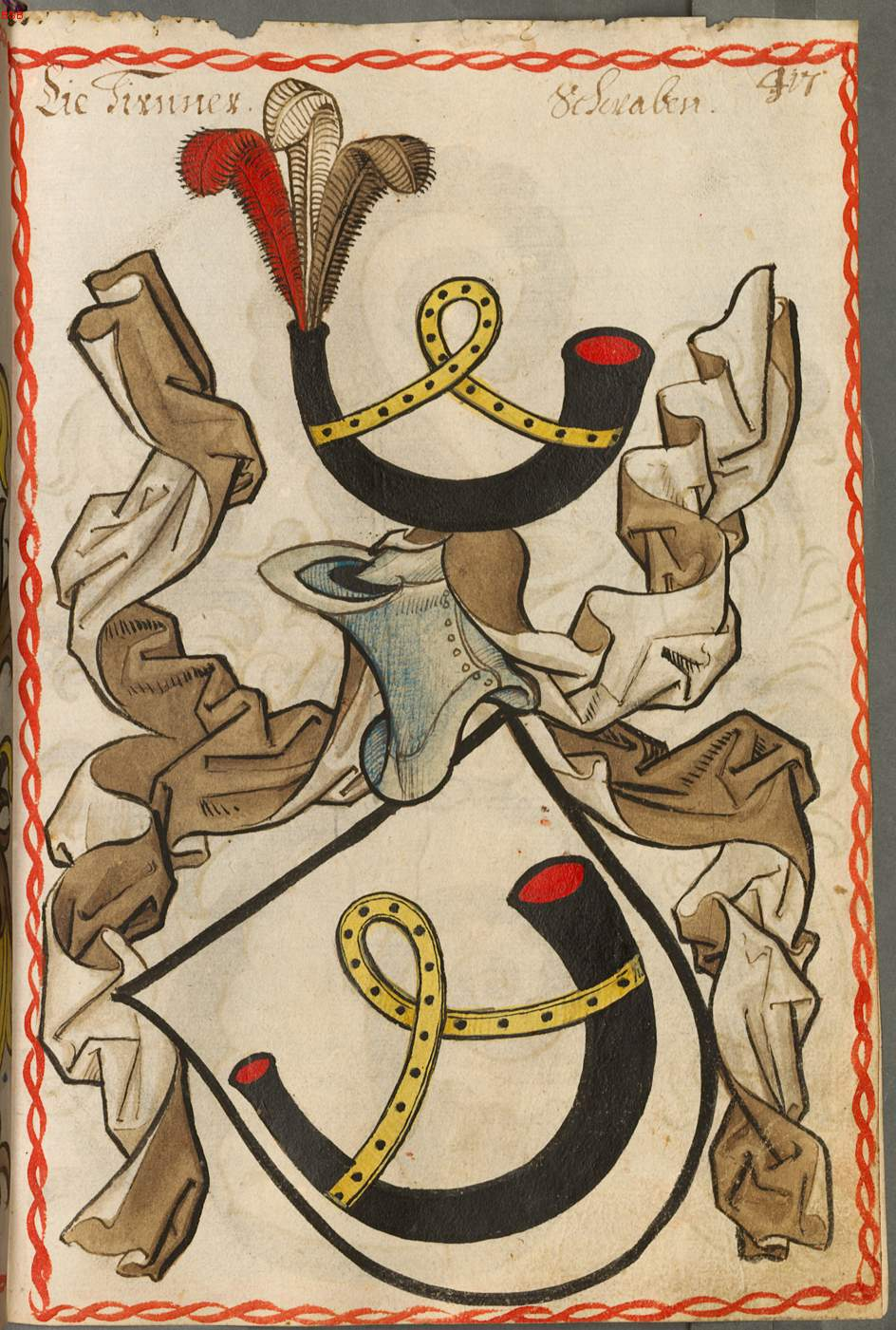
Wappen der Dürner von Dürnau

Der Steinbachshof ist eine Wüstung im Stadtteil Hegnach der Stadt Waiblingen im baden-württembergischen Rems-Murr-Kreis.

## Lage
Der Steinbachshof lag auf der Gemarkung des heutigen Waiblinger Stadtteils Hegnach.

## Geschichte
Der Steinbachshof wird 1463 genannt, als nach der Beschreibung des Oberamts Waiblingen Graf Ulrich (...) 1463, December 20., den Steinbachshof daselbst von dem ebengenannten Georg Dürner von Dürnau (ertauschte).